# 神坂パーキングエリア
神坂パーキングエリア（みさかパーキングエリア）は、岐阜県中津川市の中央自動車道上にあるパーキングエリア。
かつては小牧方面の施設はスナック・ショッピングはなく、トイレのみだった。
構内に馬籠バスストップを併設しており、高速バス利用者用の出入口が設けられている。これを利用してパーキングエリア利用者も徒歩で馬籠宿へ行けることで知られており（馬籠宿までの所要時間は#馬籠バスストップを参照）、また、近隣を走る北恵那交通の路線バス馬籠線を介して中津川駅 - 飯田駅の往来を可能としている。
当PAにスマートインターチェンジが併設される予定である。

## 道路
- E19 中央自動車道

## 施設

### 上り線（長野・東京方面）

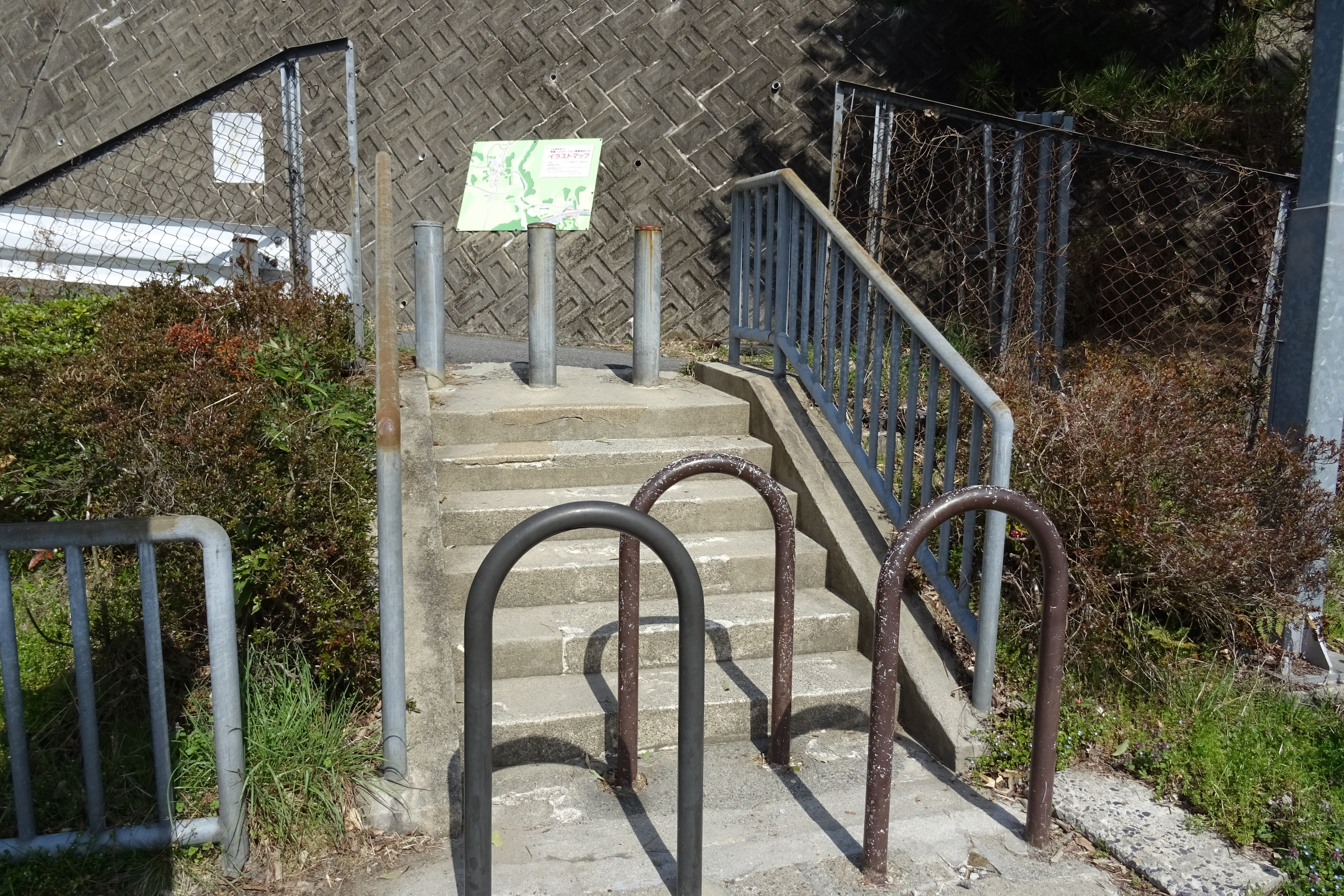
バスストップ横 歩行者出入り口 上り線

2008年（平成20年）7月18日に「馬籠と湯舟の里」（スナックコーナー・ショッピングコーナー）が開店。
- 駐車場
  - 大型 - 15台
  - 小型 - 29台
- トイレ
  - 男性 - 大3（和式1・洋式2）・小11
  - 女性 - 10（和式3・洋式7）
    - 同伴の男児用 - 1

  - 車椅子用 - 1
- スナック（8:00 - 20:00）
- フードコート（8:00 - 20:00）
- ショッピング（8:00 - 20:00）
- 自動販売機

### 下り線（名古屋・大阪方面）
- 駐車場
  - 大型 - 12台
  - 小型 - 28台
- トイレ
  - 男性 - 大3（和式1・洋式2）・小11
  - 女性 - 10（和式3・洋式7）
    - 同伴の男児用 - 1

  - 車椅子用 - 1
- スナック（8:00 - 20:00）
- ショッピング（8:00 - 20:00）
- 自動販売機

### 神坂スマートインターチェンジ
神坂スマートインターチェンジ（みさかスマートインターチェンジ）は、神坂PAに併設予定のスマートインターチェンジである。
利用可能車種はETC搭載の全車種で24時間運用。上下線ともに出入可となる予定。

#### 沿革
- 2017年（平成29年）7月21日 : 国土交通省より新規事業化[1]。
- 2024年（令和6年）11月21日 : IC名称が「神坂スマートIC」で正式決定[2]。
- 2025年（令和7年）9月13日 : 供用開始予定[3]。

### 馬籠バスストップ

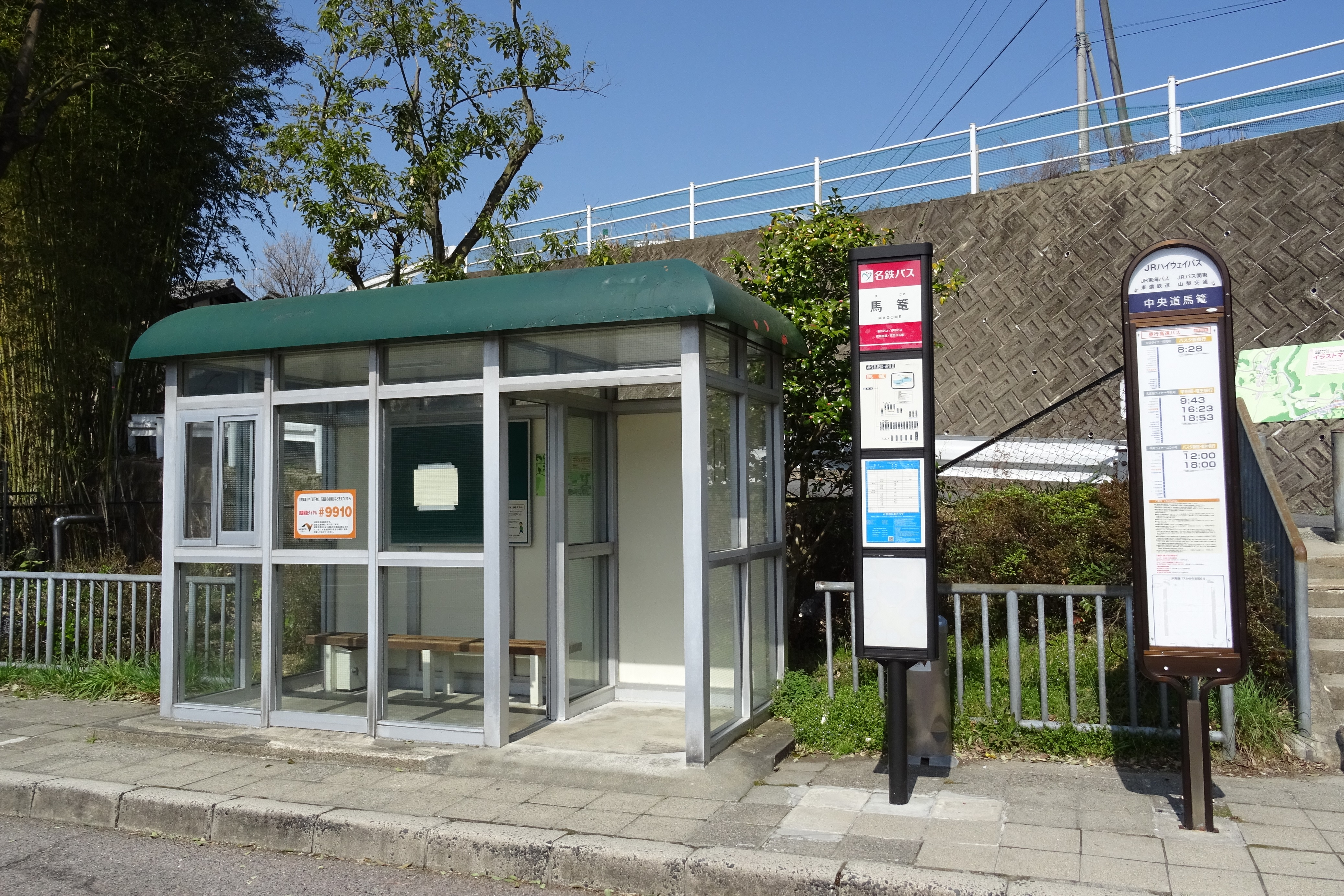
馬籠バスストップ 上り線

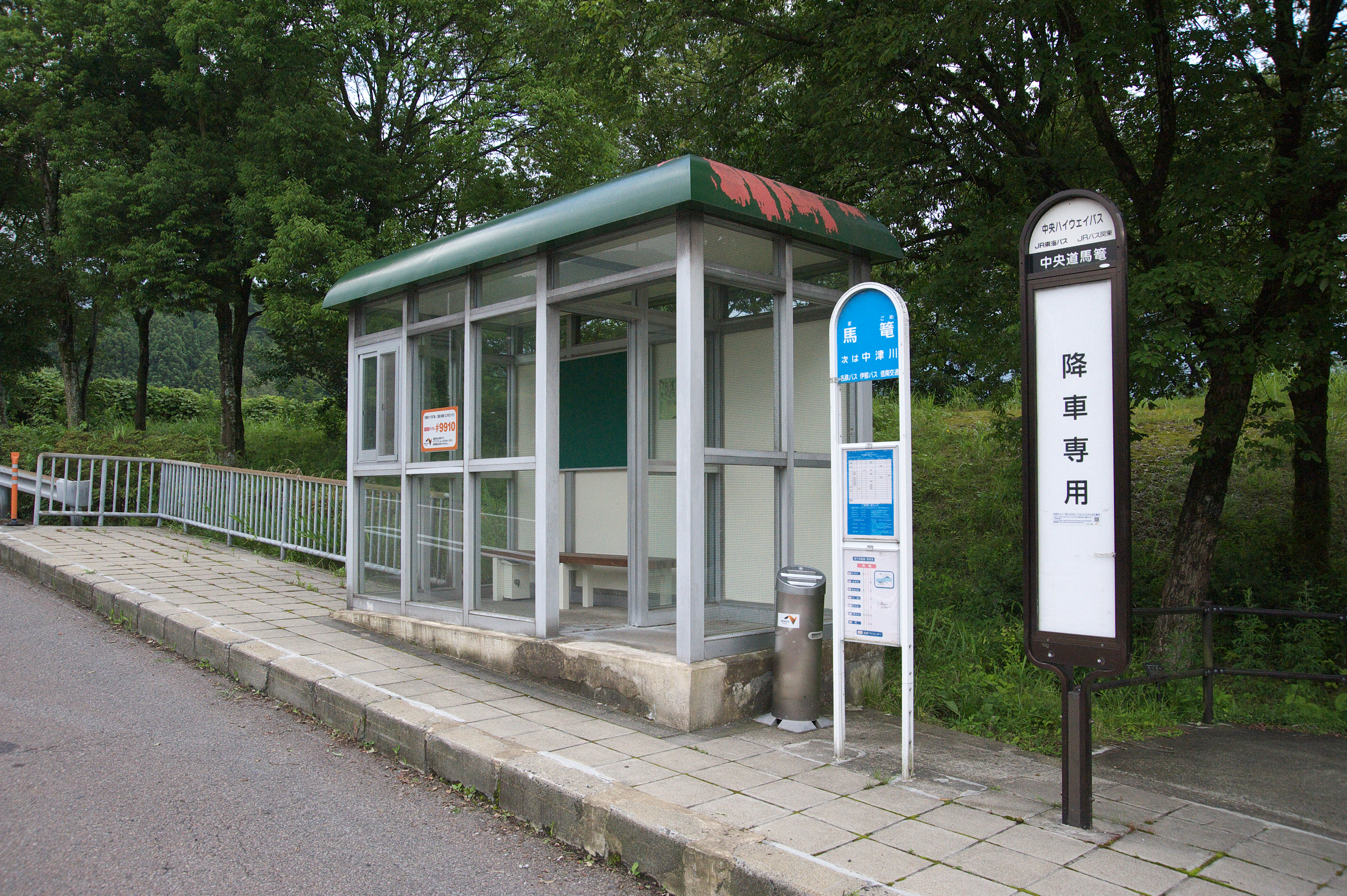
馬籠バスストップ 下り線

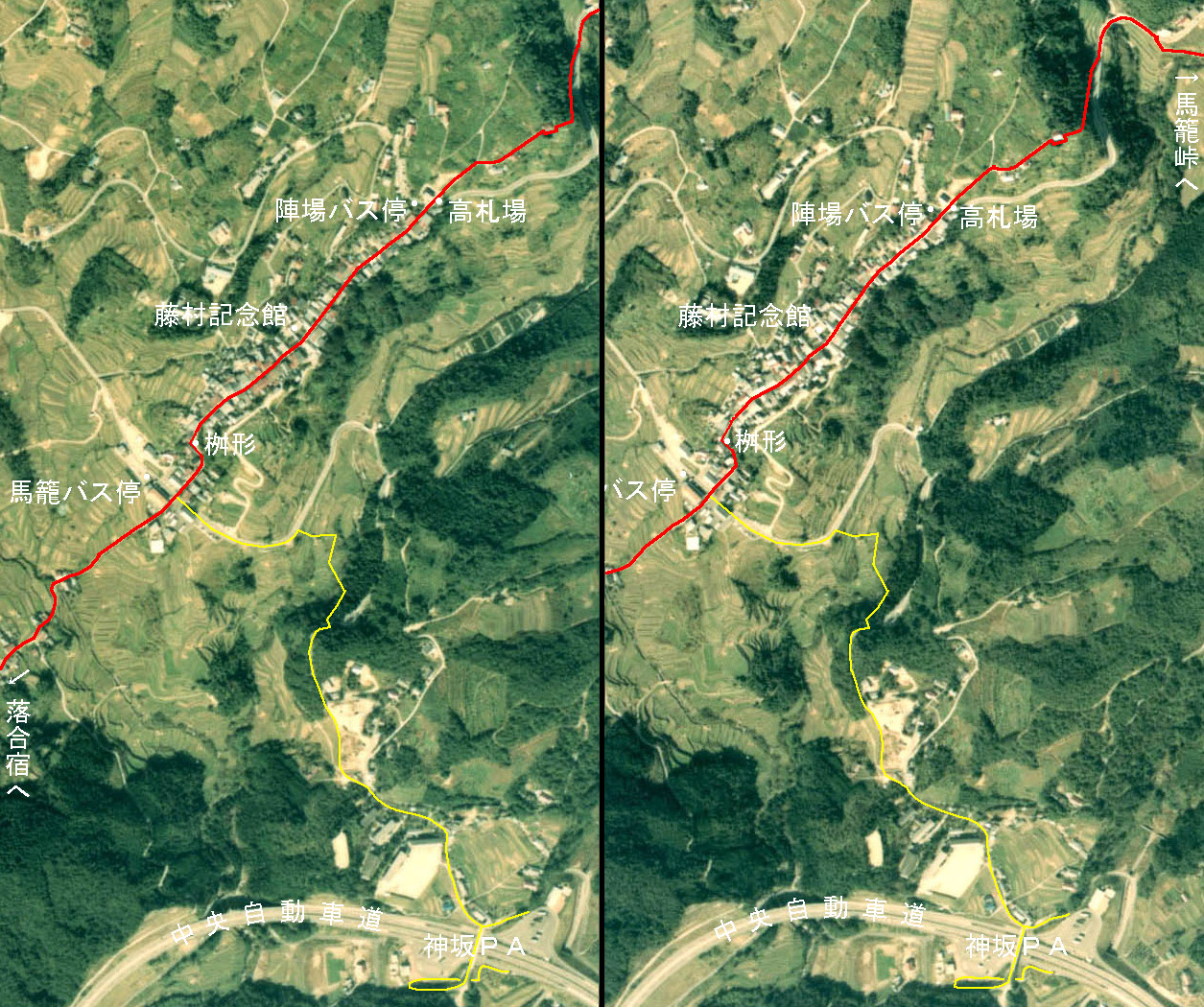
馬籠宿付近の立体視画像（平行法）
赤線が中山道、黄線が馬籠バスストップよりのアクセス道路。
航空写真撮影時にはなかった谷底の堰堤上を、現在徒歩でアクセスできるように整備されている。
航空写真は1977年（昭和52年）度撮影

- 馬籠バスストップは、神坂パーキングエリアに併設されている中央自動車道のバス停留所である。
  - 島崎藤村の出身地である中山道馬籠宿まではおよそ1.5km、徒歩で15 - 20分程度。旧山口村の越県合併前（2005年〈平成17年〉2月12日まで）は、馬籠宿への道の途中で県境を越えていた。
  - 最寄停留所は「神坂小中学校前」。北恵那交通の馬籠線の中切経由（中津川駅前 - 馬籠）を利用。

#### 停車する路線

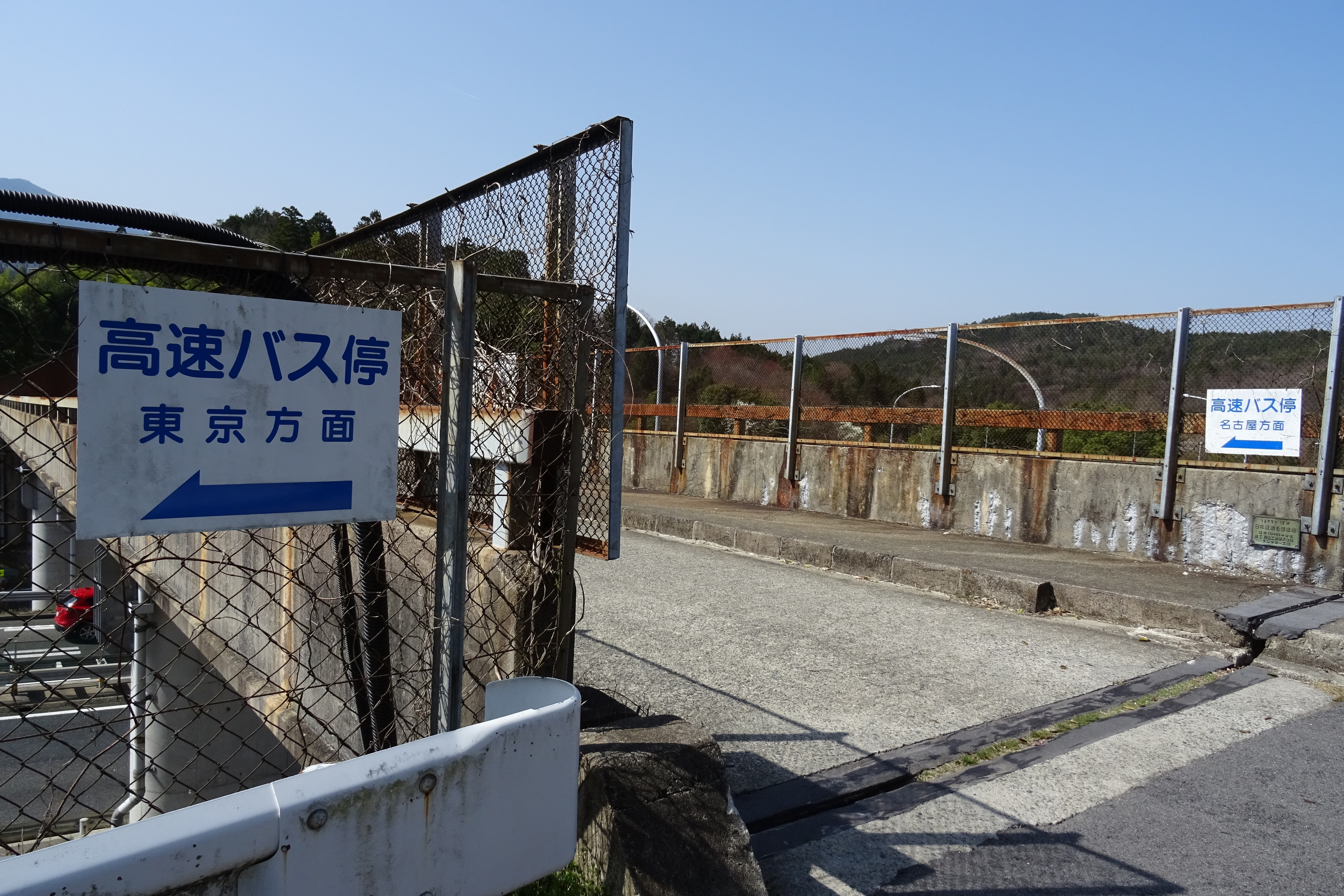
PA付近の高架 上り下り行き来可能

- 中央道高速バス（中央高速バス）
  - 新宿・名古屋線
元八王子BS - 馬籠BS - 中津川BS
  - 飯田・昼神温泉・栄・名古屋線（各停）
園原BS - 馬籠BS - 恵那BS
  - 飯田・昼神温泉・栄・名古屋線（特急）
園原BS - 馬籠BS - 桃花台BS
  - 飯田・栄・名古屋線（特急）
昼神温泉BS - 馬籠BS - 桃花台BS
  - 箕輪・名古屋線
昼神温泉BS - 馬籠BS - 中津川BS
  - 箕輪・栄・名古屋線
昼神温泉BS - 馬籠BS - 中津川BS
- JRバス
  - 「中央ライナー可児号」可児車庫線
昼神温泉BS - 馬籠BS - 中津川駅
  - 「ドリーム可児号」（夜行便）
バスタ新宿 - 馬籠BS - 中津川駅
  - 甲府・名古屋線（「名古屋ライナー甲府号」） ※山梨交通と共同運行
昼神温泉BS - 馬籠BS - 中津川BS  PA付近の高架 上り下り行き来可能高架上から道路の景色

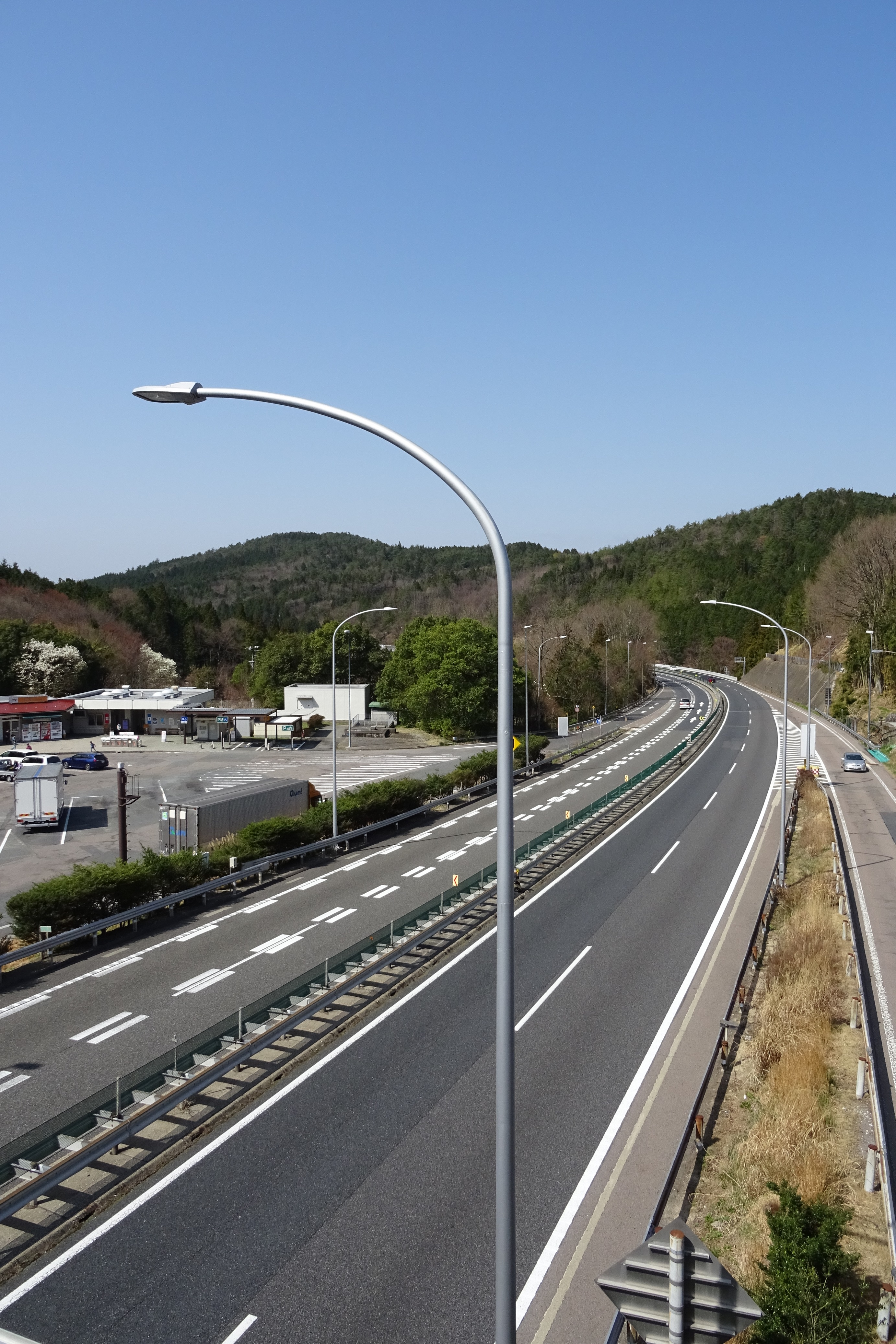
高架上から道路の景色

## 隣
E19 中央自動車道
(26-2) 園原IC/BS - 恵那山トンネル - 神坂PA/馬籠BS/SIC（SICは事業中） - (27) 中津川IC/BS